# Kieran O’Reilly

Erzbischofswappen von Kieran O’Reilly

Kieran O’Reilly SMA (* 8. August 1952 in Cork, Irland) ist ein irischer Ordensgeistlicher und römisch-katholischer Erzbischof von Cashel und Emly.

## Leben
Kieran O’Reilly trat 1970 in das Noviziat der Gesellschaft der Afrikamissionen in Wilton (Cork) ein und studierte danach Philosophie und Theologie am St. Patrick’s College in Maynooth. 1974 erwarb er ein Bakkalaureat im Fach Literaturwissenschaft und 1977 im Fach Theologie. 1978 folgte ein Diplom im Fach Missionswissenschaften. Am 10. April 1977 legte er die feierlichen Gelübde ab. Am 17. Juni 1978 empfing Kieran O’Reilly die Priesterweihe. Er war danach zwei Jahre lang Seelsorger in der Erzdiözese Monrovia in Liberia. 1980 wurde er nach Rom entsandt, wo er das Päpstliche Bibelinstitut besuchte und 1984 das Lizenziat in Bibelwissenschaften erwarb. Danach unterrichtete er Bibelwissenschaft am Priesterseminar in Ibadan (Nigeria). Von 1990 bis 1995 war er Mitglied des Provinzrates der irischen Ordensprovinz seines Institutes mit Sitz in Cork. Im Mai 1995 wurde er zum Generalvikar und 2001 zum Generaloberen der Gesellschaft der Afrikamissionen gewählt. 2007 wurde er für eine weitere Amtszeit wiedergewählt.
Papst Benedikt XVI. ernannte ihn am 18. Mai 2010 zum Bischof von Killaloe. Die Bischofsweihe spendete ihm am 30. August desselben Jahres der Erzbischof von Cashel und Emly, Dermot Clifford; Mitkonsekratoren waren der emeritierte Bischof von Killaloe, Willie Walsh, und der emeritierte Bischof von Ndola, Noel Charles O’Regan SMA.
Papst Franziskus ernannte ihn am 22. November 2014 zum Erzbischof von Cashel und Emly.
Kieran O’Reilly ist Großoffizier des Ritterordens vom Heiligen Grab zu Jerusalem.